# Obesitas-hypoventilationssyndrom
Obesitas-hypoventilationssyndrom (OHS), även Pickwicksyndrom, är ett syndrom där obesa personer har för ytlig eller långsam andning så att blodet inte syresätts tillräckligt och det ansamlas för mycket koldioxid i blodet. Det leder till känsla av andnöd och ökat antal röda blodkroppar och i uttalade fall kan det medföra ökad hjärtbelastning som kan leda till hjärtsvikt.
Behandling innefattar viktminskning, vilket vanligen kräver en viktnedgång på 25–30 % och för att uppnå det behövs oftast fetmaoperation. Om obstruktiv sömnapné samtidigt föreligger används ofta CPAP.
Begreppet Pickwicksyndrom kommer av likheten med en fiktiv karaktär i tidningsföljetongen Pickwickklubben (1836) av Charles Dickens. En av figurerna, Joe, är en kraftigt överviktig betjänt och har typiska symptom för syndromet. I en publikation år 1956 beskrivs ett verkligt fall med en gravt överviktig kortspelande man som somnade ifrån ett pokerspel där han hade en bra hand (en kåk med tre äss och två kungar), varpå han sökte vård.